# Alejandro Bas Carratalá
Alejandro Bas Carratalá (Alacant, 28 de març de 1956) és un polític valencià, diputat a les Corts Valencianes durant la II Legislatura.

## Biografia
Fill d'un militant comunista, va mantenir contactes amb el PCE fins que va ingressar a la Universitat en 1975 i s'afilià al PSOE i a la UGT. Llicenciat en dret per la Universitat de Múrcia en 1982, treballà com a advocat laboralista per a la UGT. Fou elegit diputat a les eleccions a les Corts Valencianes de 1987. Fins a 1991 fou vocal, entre d'altres, de la Comissió d'Investigació sobre tràfic d'influències i ús d'informacions privilegiades en l'àmbit de la Comunitat Valenciana.
En 1987 fou nomenat secretari d'organització de la Unió General de Treballadors d'Alacant, però fou expedientat en 1988 per no secundar la vaga general espanyola de 1988 contra el govern del PSOE. No es presentà a la reelecció a les Corts i a les eleccions municipals espanyoles de 1991 fou elegit regidor del PSOE a l'ajuntament d'Alacant, càrrec que revalidà a les eleccions de 1995. Degut a algunes discrepàncies amb el grup municipal el 1997 va passar al Grup Mixt, encara que cap al 1998 tornà a integrar-se en el grup municipal socialista.
El 1999 abandonà la política i tornà a la seva feina d'advocat en el bufet de Francisco Ruiz Marco. També ha estat professor de dret mercantil a la Universitat d'Alacant.